# Camp Bay
Die Camp Bay ist eine kleine Nebenbucht der Bay of Isles an der Nordküste Südgeorgiens. Sie liegt zwischen dem Rosita Harbour und dem Sunset-Fjord.
Kartiert wurde sie 1929 von Wissenschaftlern der britischen Discovery Investigations. Diese benannten sie so, da sie an der Südküste der Bucht ein zeitweiliges Camp errichtet hatten.